# Microterys ishiii
Microterys ishiii är en stekelart som beskrevs av Tachikawa 1963. Microterys ishiii ingår i släktet Microterys och familjen sköldlussteklar. Inga underarter finns listade i Catalogue of Life.